# Saruaso
Saruaso is een bestuurslaag in het regentschap Tanah Datar van de provincie West-Sumatra, Indonesië. Saruaso telt 7924 inwoners (volkstelling 2010).